# Стрибки у воду на літніх Олімпійських іграх 2024 — синхронна вишка, 10 метрів (жінки)
Змагання з синхронних стрибків у воду з десятиметрової вишки серед жінок на літніх Олімпійських іграх 2024 відбудуться 31 липня в Паризькому центрі водних видів спорту. Це буде 7-ма поява цієї дисципліни на Олімпійських іграх. Її проводили на всіх Олімпіадах починаючи з 2000 року.

## Розклад
Вказано центральноєвропейський час (UTC+1)
| Дата          | Час   | Раунд |
| ------------- | ----- | ----- |
| 31 липня 2024 | 15:00 | Фінал |

## Результати
| Місце | Стрибунки                           | Країна                | Фінал       | Фінал       | Фінал       | Фінал       | Фінал       | Фінал       | Фінал |
| Місце | Стрибунки                           | Країна                | 1-й стрибок | 2-й стрибок | 3-й стрибок | 4-й стрибок | 5-й стрибок | 6-й стрибок | Очки  |
| ----- | ----------------------------------- | --------------------- | ----------- | ----------- | ----------- | ----------- | ----------- | ----------- | ----- |
| 1     | Чень Юйсі Цюань Хунчань             | Китай (CHN)           | 56.40       | 54.60       | 80.10       | 85.44       | 82.56       | 359.10      |       |
| 2     | Кім Мі Ре Чо Чін Мі                 | Північна Корея (PRK)  | 46.80       | 46.20       | 69.30       | 75.84       | 77.76       | 315.90      |       |
| 3     | Андреа Спендоліні-Сіріє Луїс Тулсон | Велика Британія (GBR) | 48.60       | 48.60       | 60.30       | 69.12       | 77.76       | 304.38      |       |
| 4     | Келі Маккей Кейт Міллер             | Канада (CAN)          | 49.20       | 44.40       | 69.30       | 68.16       | 68.16       | 299.22      |       |
| 5     | Габріела Агундес Алехандра Ороско   | Мексика (MEX)         | 47.40       | 47.40       | 67.50       | 62.40       | 72.96       | 297.66      |       |
| 6     | Ділейні Шнелл Джессіка Парратто     | США (USA)             | 46.20       | 43.80       | 61.20       | 70.08       | 66.24       | 287.52      |       |
| 7     | Ксенія Байло Софія Лискун           | Україна (UKR)         | 48.00       | 48.00       | 59.64       | 68.16       | 61.20       | 285.00      |       |
| 8     | жад Жилле Емілі Алліфакс            | Франція (FRA)         | 47.40       | 45.00       | 53.76       | 37.80       | 50.88       | 234.84      |       |